# فرودگاه دریاچه گریست
فرودگاه دریاچه گریست (به انگلیسی: Grist Lake Airport) یک فرودگاه همگانی است که یک باند فرود ماسه دارد. این فرودگاه در کشور کانادا قرار دارد و در ارتفاع ۶۱۰ متری از سطح دریا واقع شده است.